# Myrat Ýagşyýew
Myrat Ýagşyýew (ur. 12 stycznia 1992) – turkmeński piłkarz grający na pozycji napastnika. Od 2016 roku jest zawodnikiem klubu Altyn Asyr Aszchabad.

## Kariera piłkarska
Swoją karierę piłkarską Ýagşyýew rozpoczął w klubie Bagtyýarlyk-Lebap Türkmenabat, w którym w 2012 roku zadebiutował w pierwszej lidze turkmeńskiej. W 2014 przeszedł do FK Daşoguz, a w 2015 do Balkanu Balkanabat, z którym wywalczył wówczas wicemistrzostwo kraju.
W 2016 roku Ýagşyýew przeszedł do Altyn Asyr Aszchabad. W latach 2016–2018 trzykrotnie z rzędu wywalczył tytuł mistrza Turkmenistanu. Zdobył też krajowy puchar w 2016.

## Kariera reprezentacyjna
W reprezentacji Turkmenistanu Ýagşyýew zadebiutował 26 marca 2017 roku w wygranym 3:1 meczu eliminacji do Pucharu Azji 2019 z Chińskim Tajpej. W 2019 roku powołano go do kadry na Puchar Azji.